# 遣明船
遣明船（けんみんせん）は室町時代の応永11年（1404年）から天文16年（1547年）まで約1世紀半で17次（のべ84隻）に渡り、日明貿易（勘合貿易）に用いられた船のことである。日明貿易には、両国により正式の渡航船であることを証明する勘合符が用いられたことから、勘合船とも呼ばれた。

## 歴史
室町幕府第3代将軍足利義満は、応永8年（1401年）に僧の祖阿と博多商人の肥富を遣明使として派遣し、明との交易を申し入れ、明の使者から「永楽の勘合符」を得て、勘合貿易が始まった。
遣明船は当初、幕府が直接船主となり運航していたが、幕府の力が次第に弱まっていくと、有力寺社（相国寺、三十三間堂など）や有力守護大名（細川氏、大内氏など）が船主となり、これに博多や堺の商人、瀬戸内海の町、水夫が結びついて貿易を行った。
最終的には、貿易の主導権を巡り細川氏と大内氏は争い、大永3年（1523年）には寧波で衝突（寧波の乱）し、大内氏は貿易を独占することになる。結果、大内氏の本拠である山口は応仁の乱で荒廃した京都よりはるかに繁栄することとなった。

## 規模
1406年（応永13年）に帰国した第二次遣明船は6～7隻と記録が残っており、1410年（応永17年）に足利義持が中止するまでの初期6回の遣明船の船団規模は同程度であったと推定される。21年の中断を経て、足利義教が1432年（永享4年）に再開し、1550年（天文19年）までに11次51隻（このうち、幕府所有船は7隻で、朝廷船1隻、残りは守護大名、寺社所有船であった）が渡航している。
1468年（応仁2年）に足利義政の命令で明に渡った禅僧の天与清啓が記録した『戊子入明記』によると、遣明船は700～1700石の大型船で150人程度の乗員（内水夫50人）であった。また、『入明諸要例』では同次遣明船について500～2500石の船が門司、富田、上関、柳井、尾道、鞆、田島、因島、牛窓に配されたとしている。いずれにせよ、遣明船には相当の大型船が用いられたと考えられる。応仁の乱以後には3隻、人員300人に限定される。
入明年 　　　　　　　正使　　　船主
- 1401年（応永8年）   祖阿　　　幕府
- 1403年（応永10年）   堅中圭密　幕府
- 1404年（応永11年）   　　　　　幕府
- 1405年（応永12年）   明室楚亮　幕府
- 1407年（応永14年）   源通賢　　幕府
- 1408年（応永15年）   昌宣　　　幕府
- 1410年（応永17年）   堅中圭密　幕府
- 1433年（永享5年）   龍室道淵　幕府・相国寺・山名氏・大名寺社十三家・三十三間堂
- 1435年（永享7年）   恕中中誓　幕府・相国寺・大乗院・山名氏・三十三間堂
- 1453年（享徳2年）   東洋允澎　天竜寺・伊勢法楽舎・聖福寺・大友氏・大内氏・大和多武峯
- 1468年（応仁2年）   天與清啓　幕府・細川氏・大内氏
- 1477年（文明9年）   笠芳妙茂　幕府・相国寺勝鬘院船
- 1484年（文明16年）   子璞周璋　幕府・朝廷
- 1495年（明応4年）   尭夫壽黄　幕府・細川氏
- 1511年（永正8年）   了庵桂悟　大内氏
  - 　　　　　　　　　宋素卿　　細川氏
- 1523年（大永3年）   謙道宗設　大内氏
  - 　　　　　　　　　鸞岡瑞佐　細川氏
- 1540年（天文9年）   湖心碩鼎　大内氏
- 1549年（天文18年）   策彦周良　大内氏

## 航海術
遣明船は、季節風を利用して航海を行った。春又は秋の東北の季節風に乗って大陸へ渡り、5月以降、西南西の季節風に乗り、日本へ帰国した。
宋代には磁鉄鉱から永久磁石を作るようになり、羅針盤の発見も済んでおり、永正の航海書にも「磁石の針」との言及があることから、遣明船は原始的コンパスを利用した航海を行っていたと考えられる。航路は堺、兵庫から瀬戸内海を通り、下関、博多を経由し東シナ海を直線的に横断して寧波を目指した。
宝徳の遣明船の際に書かれた『笑雲入明記』によれば、往路は寧波に着いた時に日付の年号を明のものに改め、帰路は下関（当時の呼称では赤間関）に着いた時に日本のものに戻している。また、遣明船が帰国した時には下関に着いた時点で京都に向けて帰国を知らせる使者が発せられたことも知られている。
細川氏と大内氏の対立が深まると、細川氏は大内氏の山口の側を通る瀬戸内航路を避け、土佐の浦戸、下田、南九州の油津、坊津を経由して寧波に行く航路をとった。

## 船体構造
遣明船は遣唐使船と異なり、専用船を新造したわけではなく、国内の民間の廻船（商船）の借り入れを行い、遣明船として遠洋航海用に艤装品を充実させ、外交使節や有力商人などの居室用の屋形を増設するなど大規模改修を行って用いた。
船体構造は木を刳（く）り貫いて造られる航（かわら：船底部）の部材（刳船部材）を板材に置き換え、両角に重木（おもき）というL型の丈夫な部材を用い、数枚の棚板を重ね継ぎして、多数の船梁（ふなばり）で補強した、棚板造りの構造であった。棚板構成は、根棚・中棚・上棚の三階造りと中棚のない二階造りが基本となり、大型船では中棚を二段にした四階造りのものも存在した。船首形状は多様で、伊勢船の戸立（とだて）造り、弁才船の水押（みよし）造り、上部を箱造り下部を水押造りとする二形（ふたなり）船の折衷形式がある。いかりは鉄製のものが用いられ、巻き上げる装備もあった。これらの船体構造は和製大型帆船のはしりで、近世の弁才船に受け継がれていくことになる。

## 積荷
輸出品
刀剣、槍、鎧、扇、屏風などの工芸品、硫黄、銅などの鉱産物。中でも莫大な量を占めたのが刀剣で、年間3万～4万本輸出された年があった。
輸入品
当時の日本で貨幣経済の中心をなした宋・元・明などの銅銭（永楽銭など）、絹、羅、紗などの織物、生糸、薬材、書画、工芸品。禅僧の往来による、宋学、医術、印刷術、陶芸、水墨画などの大陸文化

## 関連文献
- 岡本真『戦国期日本の対明関係-遣明船と大名・禅僧・商人』吉川弘文館、2022年2月　ISBN　9784642029742